# Lepa vas pri Slovenjem Šmihelu
Lépa vás (nemško Schöndorf) je naselje v bližini Slovenjega Šmihela na skrajnem vzhodnem robu geografskega Celovškega polja na vznožju 801/796 m. visoke gore Škofljica v mestni občini Velikovec.

## Pojmovanje
Pavel Zdovc je v svojem referenčnem delu (nesistematično) zapisal vas v geslu o Slovenjem Šmihelu kot sledi: v Lépi vási, v Lépo vás, iz Lépe vasi pri Šmihelu.
Uradno ime je v slovenščini zapisano v popisu utrakvističnih šol do leta 1918 R. Vouka.
Zaradi potrebe do standardizacije (ker se pri Zdovcu ne najde v glavni sistematiki), je izdajatelj in avtor Enciklopedije slovenske kulturne zgodovine na Koroškem Bojan-Ilija Schnabl ustvaril kratko geslo o krajevnem imenu samem. Zapis Bojana-Ilije Schnabla o rabi krajevnega imena je osnovano v jezikovni rabi domačega koroško-slovenskega duhovnika monsignora Leopolda Silana okoli 2013.

## Narečje
Zgodovinsko domače slovensko narečje je (bila) poljanščina Celovškega polja, kot je bilo zapisano leta v doktorski disertaciji Katje Sturm-Schnabl leta 1973 ter terminološko opredeljeno kot takšno šele v okviru znanstveno raziskovalnega dela Bojana-Ilije Schnabl ob pripravah za Enciklopedije slovenske kulturne zgodovine na Koroškem (2010 oz.  2016). v disertaciji je p.d. Rôt bil eden izmed izvirnih »informantov« za zapis narečja.
Nemščina je prisotna v obliki osrednje-koroškega nemškega narečja.

## Literarna podoba
- Bojan-Ilija Schnabl: Magnolija in tulipani, pripovedi in resnične pravlice s Celovšega polja, Celovec 2014
- Bojan-Ilija Schnabl: Poljanski camino, Celovec 2018